# Хенчель, Эрнст
Эрнст Людвиг Оскар Хе́нчель (нем. Ernst Ludwig Oskar Hentschel; 5 февраля 1876, Зальцведель, Альтмарк — 9 декабря 1945, Гамбург) — немецкий гидробиолог, специалист по планктону; профессор Гамбургского университета, автор научно-популярной книги «Жизнь пресной воды» (1909) и трехтомника «Общая биология Южной Атлантики» (1933—1941).

## Биография
Еще будучи школьником, Эрнст Хенчель проводил биологические наблюдения; с 1895 по 1898 год он изучал биологию в университетах Тюбингена, Грайфсвальда и Мюнхена. В 1898 году в Мюнхенском университете он стал кандидатом наук с диссертацией о пауках. После этого он работал ассистентом в Мюнхене, в Зоологическом институте в Страсбурге и, с 1901 по 1903 год, на зоологической станции в Неаполе, где его руководителем был Антон Дорн. В 1903—1904 годах Хенчель учился в Грайфсвальде, где получил квалификацию преподавателя старшей школы. Как педагог, он написал популярную книгу «Жизнь пресной воды» (Das Leben des Süßwassers, 1909). С 1908 по 1913 год состоял научным сотрудником зоологического института и зоологического музея в Гамбурге. В этот период он совершил свои исследовательские командировки на Ньюфаундленд и в Арктику. Вследствие низкой зарплаты и растущей семьи, в 1913 году он был вынужден пойте работать учителем в школу.
Уже в 1914 году новый директор зоологического музея Ганс Ломан (Hans Lohmann, 1863—1934) вернул Хенчеля в науку: поручил ему руководство гидробиологическим отделом зоологического института и музея; Хенчель оставался на этом посту до своей смерти в 1945 году. Его научная работа касалась загрязнения Эльбы и близлежащих районов Северного моря. В 1923 году он опубликовал книгу «Принципы гидробиологии» — один из первых учебников по данной дисциплине. Хенчель также читал лекции и проходил стажировку в «Колониальном институте» — предшественнике Гамбургского университета. В 1919 году он стал приват-доцентом университета, а в 1939 — внештатным профессором.
С 1925 по 1927 год Хенчель участвовал в атлантической экспедиции на исследовательском судне «Метеор» (Meteor, 1915). Основные результаты экспедиции были изданы с 1933 по 1941 год в трехтомнике «Общая биология Южной Атлантики» (Allgemeine Biologie des Südatlantischen Ozeans). В 1941 году Эрнст Хенчель был избран членом Леопольдины. В начале 1940-х годов о продолжал изучать планктон — теперь, в Балтийском море.
11 ноября 1933 года Эрнст Людвиг Хенчель был среди более 900 ученых и преподавателей немецких университетов и вузов, подписавших «Заявление профессоров о поддержке Адольфа Гитлера и национал-социалистического государства». В 1936 году исландское правительство наградило Хенчеля Большим рыцарским крестом Ордена Исландского сокола — за его заслуги в исследовании исландского рыболовства. После своего выхода на пенсию, в 1941 году, Хенчель продолжал работать главой отдела гидробиологии. Трудные условия, связанные с разрушением зоологического музея в 1943 году, не помешали ему выполнить свои прежние обязанности.

## Работы
- Ernst Hentschel: Die Meeressäugetiere. Theodor Thomas, Leipzig 1900.
- Ernst Hentschel: Das Leben des Süsswassers. Verlag Ernst Reinhardt, München 1909, 336 S.
- Ernst Hentschel: Monaxone Kieselschwämme und Hornschwämme der Deutschen Südpolarexpedition 1901—1903. Deutsche Südpolarexpedition 15, 35-141, 1914.
- Ernst Hentschel: Biologische Untersuchungen über den tierischen und pflanzlichen Bewuchs im Hamburger Hafen. Mitteilungen des Zoologischen Museums Hamburg 33, 1916, S. 1-176.
- Ernst Hentschel: Ergebnisse der biologischen Untersuchungen über die Verunreinigung der Elbe bei Hamburg. Mitteilungen des Zoologischen Museums Hamburg 34, 1917, S. 35-190.
- Ernst Hentschel: Grundzüge der Hydrobiologie. Verlag Gustav Fischer, Jena 1923, 221 S.
- Ernst Hentschel, H. Wattenberg: Plankton und Phosphat in der Oberflächenschicht des Südatlantischen Ozeans. Annalen der Hydrographie und Maritimen Meteorologie 58, 1930, S. 273—277.
- Ernst Hentschel: Allgemeine Biologie des Südatlantischen Ozeans. I. Das Pelagial der obersten Wasserschicht. Wissenschaftliche Ergebnisse der Deutschen Atlantischen Expedition auf dem Forschungs- und Vermessungsschiff «Meteor» 1925—1927, 1933, 11 (1), S. 1-120.
- Ernst Hentschel: Allgemeine Biologie des Südatlantischen Ozeans. II. Das Pelagial der unteren Wasserschichten. Wissenschaftliche Ergebnisse der Deutschen Atlantischen Expedition auf dem Forschungs- und Vermessungsschiff «Meteor» 1925—1927, 1936, 11 (2), I—XII + 171—344.
- Ernst Hentschel: Das Netzplankton des Südatlantischen Ozeans. Eine Zusammenfassung. Wissenschaftliche Ergebnisse der Deutschen Atlantischen Expedition auf dem Forschungs- und Vermessungsschiff «Meteor» 1925—1927, 1941, 13 (4), S. 245—308.
- Ernst Hentschel:  Die Planktonbevölkerung der Meere um Island. Berichte der Deutschen Wissenschaftlichen Kommission für Meeresforschung N. F., 1941, 10 (2), S. 128—193.
- Ernst Hentschel: Eine biologische Karte des Atlantischen Ozeans. Zoologischer Anzeiger 137, 1942, S. 103—123.
- Ernst Hentschel: Planktonkunde und Fischereibiologie. Berichte der Deutschen Kommission für Meeresforschung, N. F., 1948 11 (3), S. 258—281.